# Saint-Étienne-de-Lisse
 Saint-Étienne-de-Lisse  là một xã thuộc tỉnh Gironde trong vùng Aquitaine tây nam nước Pháp. Xã này nằm ở khu vực có độ cao trung bình 15 mét trên mực nước biển.